# Alfons Sala i Argemí

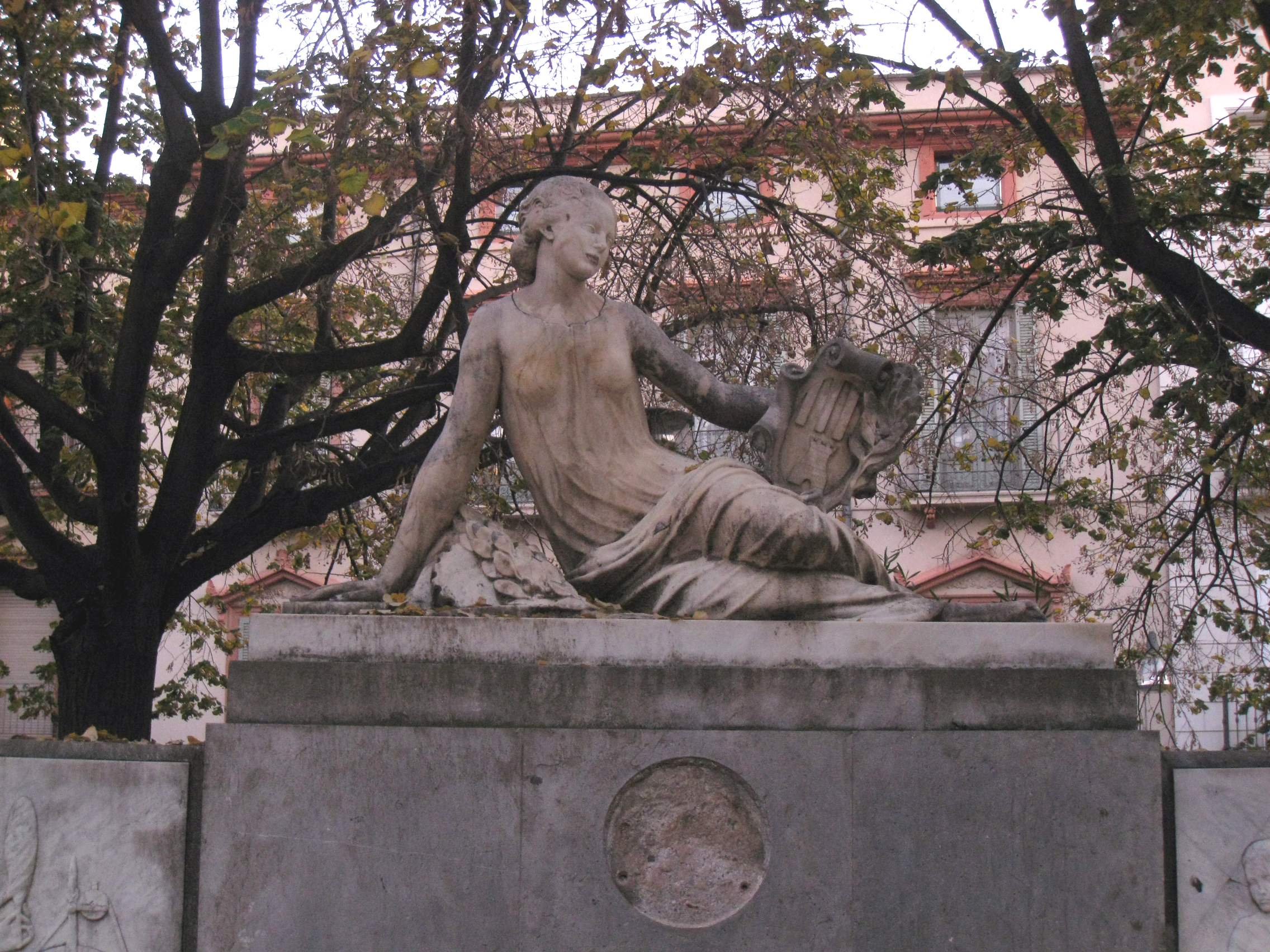
Monument a Alfons Sala (Frederic Marès, 1950), al passeig del Comte d'Ègara (Terrassa)

Alfons Sala i Argemí, 1r comte d'Ègara, (Terrassa, 16 de juliol de 1863 - Barcelona, 11 d'abril de 1945) fou un enginyer industrial, advocat i polític català. Fou president de la Mancomunitat de Catalunya, designat pel dictador Miguel Primo de Rivera, entre 1924 i 1925, any de la seva dissolució.

## Antecedents familiars i descendència
Fill d'Antoni Sala i Sallés i de Carme Argemí i Comellas.
Germà de na Descensió Sala i Argemí (casada amb Ramon Viver), i de n'Anna Sala i Argemí (casada amb Benet Badrinas i Poll).
Es casà amb Mercè Amat i Brugada i tingueren almenys 7 fills:
- Antoni Sala i Amat, segon comte d'Ègara.
- Josep Sala i Amat.
- Carme Sala i Amat.
- Pilar Sala i Amat.
- Emília Sala i Amat.
- Maria Sala i Amat.
- Paulina Sala i Amat.

## Biografia
Dirigí l'empresa tèxtil Sala Badrinas. Va ser membre de la comissió organitzadora de la Caixa de Pensions. President de la Cambra de Comerç i Indústria de Terrassa durant 1891-1896, creà l'Escola d'Enginyers Industrials Tèxtils d'aquesta ciutat. El 1926 fou nomenat comte d'Ègara.
Va morir l'11 d'abril de 1945 i va ser enterrat al cementiri de Terrassa, en un mausoleu familiar amb una escultura de Francesc Juventeny i Boix.

### Actuació política
Va ser diputat provincial els anys 1888 i 1892 i diputat al Congrés dels Diputats els anys 1893, 1896, 1898, 1899, 1901, 1903 i 1905. El 1906, en crear-se la Solidaritat Catalana i veient en perill la reelecció per la forta influència social d'aquesta coalició catalanista, va decidir de no presentar candidatura. Fou elegit per segona vegada el 1910 i successivament en diferents processos electorals fins al 1922, fins que fou nomenat finalment senador vitalici pel rei Alfons XIII el 1923.
Sempre representà el districte de Terrassa des dels rengles del Partit Liberal (tot i que això no li va impedir de defensar el proteccionisme des del Congrés dels Diputats i des del Foment del Treball Nacional). Aglutinà un nuclí de partidaris de caràcter conservador, anticatalanista i monàrquic que conformaren un moviment polític oligàrquic de poder, localista i caciquista, conegut com el "salisme", enfrontat a republicans, catalanistes d'esquerra i, fins i tot, a la Lliga Regionalista.
El febrer de 1918, per fer front al creixent moviment catalanista, que havia aconseguit el 1914 la Mancomunitat de Catalunya, va promoure la fundació de la Unión Monárquica Nacional i hi participà de forma activa; es tractava d'una coalició de les faccions dinàstiques més dretanes, conservadores i centralistes de Catalunya. En fou nomenat president i des d'aquesta formació va combatre l'autonomisme; per això es negà a participar en l'Assemblea de Parlamentaris i rebutjà el projecte d'Estatut d'Autonomia de 1919.
Arran del cop d'estat del general Primo de Rivera el 1923, col·laborà amb la seva dictadura i fou designat president de la Mancomunitat de Catalunya després de la destitució de Josep Puig i Cadafalch, càrrec des del qual n'inicià el procés de desmantellament que culminà en la supressió definitiva el 25 de març del 1925.
Públicament inactiu durant la Segona República espanyola, en fracassar inicialment a Catalunya l'aixecament militar del 1936 passà a l'anomenada zona Nacional instal·lant-se a Sevilla, retornant a Terrassa el 1939, una vegada ocupada Catalunya per l'exèrcit sublevat. El dia 2 de juliol de 1939 l'Ajuntament franquista de Terrassa, presidit per l'alcalde Josep Homs i Bages, col·locà una placa per reconèixer els mèrits anticanalanistes d'Alfons Sala i Argemí i entre els reconeixements de la Ciutat de Terrassa a Alfons Sala i Argemí, cal destacar el monument realitzat per Frederic Marès, l'any 1950 i situat avui dia al passeig del Comte d'Ègara 

### Obres d'Alfons Sala
- Fundamentos básicos de la política económica de España. Barcelona, 1925.
- Intervenciones parlamentarias. Barcelona, 1927.
- Fundamentos básicos de la sociedad y de la patria. Sabadell, 1942.

### Obres sobre Alfons Sala
- Alfonso Sala Argemí, conde de Egara, d'Aurelio Joaniquet. Madrid, 1955.
- Alfons Sala i Argemí. Industrial i polític, 1863-1945, de Josep Puy. Terrassa, 1983.
- Qui ha manat a Terrassa? i altres reflexions, de Xavier Marcet. Terrassa, 1991.